# Jiří Rychlík
Jiří Richlík (Příbram, 24 novembre 1977) è un ex calciatore ceco, di ruolo difensore.